# Profesionalen Futbolen Klub Ludogorec 1945 II
Il Profesionalen Futbolen Klub Ludogorec 1945 II (in bulgaro Професионален Футболен Клуб Лудогорец 1945 II), meglio noto come Ludogorec II (traslitterazione anglosassone: Ludogorets II), è una squadra calcistica bulgara filiale del Ludogorec, con sede nella città di Razgrad. Milita nella Vtora liga, la seconda serie del campionato bulgaro di calcio.
Fondata nel 2015, disputa le partite interne allo stadio Nido delle aquile di Razgrad, impianto da 2 000 posti inaugurato nel 2017. In quanto filiale, ha delle limitazioni, non potendo competere nella stessa divisione in cui milita il Ludogorec e non potendo partecipare alla Coppa di Bulgaria.

## Storia
Costituita nel 2015, fu iscritta alla seconda divisione bulgara per la stagione 2015-2016. 
Nell'annata d'esordio concluse il campionato al settimo posto. 
La prima parte della stagione 2016-2017 vide la squadra arrancare e stazionare all'ultimo posto, ma ottenere comunque la salvezza a fine torneo.
Dal 2017-2018 la dirigenza decise di cambiare la politica di gestione del Ludugorec II, nei cui ranghi furono inseriti solo calciatori del settore giovanile.

## Organico

### Rosa 2022-2023
Aggiornata al 27 gennaio 2023.
| N. |                     | Ruolo | Calciatore                   |
| -- | ------------------- | ----- | ---------------------------- |
| 14 | Bulgaria (bandiera) | P     | Martin Petkov                |
| 20 | Brasile (bandiera)  | C     | Gustavo Nonato               |
| 34 | Bulgaria (bandiera) | C     | Branimir Kostadinov          |
| 38 | Bulgaria (bandiera) | A     | Vladislav Naydenov           |
| 45 | Bulgaria (bandiera) | A     | Dimitar Mitkov               |
| 46 | Bulgaria (bandiera) | C     | Petar Karaangelov            |
| 50 | Bulgaria (bandiera) | C     | Tsvetoslav Petrov (capitano) |
| 51 | Bulgaria (bandiera) | D     | Ilker Budinov                |
| 53 | Bulgaria (bandiera) | C     | Petko Tsankov                |
| 62 | Bulgaria (bandiera) | C     | Velislav Minkov              |
| 67 | Bulgaria (bandiera) | P     | Damyan Hristov               |
| 68 | Bulgaria (bandiera) | P     | Vladimir Rusanov             |

| N. |                     | Ruolo | Calciatore         |
| -- | ------------------- | ----- | ------------------ |
| 72 | Bulgaria (bandiera) | C     | Kristiyan Raychev  |
| 74 | Bulgaria (bandiera) | A     | Hyusein Kelyovluev |
| 75 | Bulgaria (bandiera) | D     | Petar Georgiev     |
| 79 | Bulgaria (bandiera) | D     | Tihomir Dimitrov   |
| 80 | Bulgaria (bandiera) | C     | Metodiy Stefanov   |
| 82 | Bulgaria (bandiera) | C     | Ivan Jordanov      |
| 83 | Bulgaria (bandiera) | C     | Valenin Tsvetanov  |
| 85 | Bulgaria (bandiera) | C     | Aleks Lukanov      |
| 91 | Bulgaria (bandiera) | D     | Aleksandar Ganchev |
| 97 | Bulgaria (bandiera) | C     | Georgi Chukalov    |